# Zborul navigatorului
Zborul navigatorului (titlu original Flight of the Navigator, alt nume Călător în timp și spațiu) -  este un film științifico-fantastic din 1986 regizat de Randal Kleiser. Scenariul este scris de Michael Burton și Matt MacManus pe baza unei povestiri de Mark H. Baker. În film interpretează Joey Cramer, Veronica Cartwright, Cliff DeYoung și Sarah Jessica Parker.

## Rezumat
Un puști, David, cade într-o râpă în anul 1978 și iese de acolo, peste câteva minute, în 1986. Ajuns pe mâna medicilor, David spune din subconștient o mulțime de date despre o civilizație extraterestră, inclusiv planurile unei nave spațiale căreia NASA îi dădea târcoale neputincioasă.

## Distribuție
- Joey Cramer este David Freeman
- Paul Reubens (creditat ca "Paul Mall") este Trimaxion/Max (voce)
- Cliff DeYoung este Bill Freeman
- Veronica Cartwright este Helen Freeman
- Albie Whitaker este Jeff Freeman, la 8 ani
- Matt Adler este Jeff Freeman, la 16 ani
- Sarah Jessica Parker este Carolyn McAdams
- Howard Hesseman este Dr. Faraday
- Robert Small este Troy
- Jonathan Sanger este Dr. Carr
- Richard Liberty este Mr. Howard
- Iris Acker este Mrs. Howard
- Raymond Forchion este Detectivul Banks
- Brittney Vance este Femeia Ofițer
- Steve Ramos este Garda de noapte Brayton
- Thomas White este Darrell, antrenor de hochei
- Lawrence Mikashus este Pompierul de la Fort Lauderdale